# Camillo Togni
Camillo Togni (Gussago, 18 octobre 1922 – Brescia, 28 novembre 1993) est un compositeur, professeur et pianiste italien. Issu d'une riche famille, il est en mesure de poursuivre son art comme il l'entend, indépendamment de l'évolution de la mode ou de la pression économique.

## Biographie
Togni commence l'étude du piano à sept ans, avec Franco Margola à Brescia, puis de 1939 à 1943 avec Alfredo Casella à Rome et Sienne, puis Giovanni Anfossi à Milan. Il étudie également plus tard, avec Arturo Benedetti Michelangeli (1943–1950), et reçoit son diplôme du conservatoire de Parme en 1946,.
Il effectue ses études classiques à Brescia : esthétique musicale à l'Université de Milan avec Luigi Rognoni et en 1948, il est diplômé en philosophie de l'Université de Pavie, avec une thèse intitulée « L'Esthétique de Benedetto Croce et le problème de l'interprétation musicale » (L'Estetica di Croce e il problema dell'interpretazione musicale). En même temps, il commence à étudier la composition à Brescia avec Franco Margola, par la suite, à Rome et à Sienne avec Casella. Il est actif en tant que concertiste jusqu'en 1953 ; par la suite, il ne joue que sa propre musique en public.
Michelangeli l'introduit en 1938 à la musique d'Arnold Schoenberg, qui le touche profondément et il développe un intérêt grandissant pour la seconde école de Vienne. Pendant la guerre, il obtient l'accès à des partitions de Schoenberg par Luigi Rognoni, avec lequel il étudiait. En 1940, l'influence de Schoenberg est clairement audible dans l'œuvre de Togni, Prima serenata pour piano. Sa nouvelle technique étant pleinement épanouie avec les Variations pour piano et orchestre (1945–1946), avec laquelle il fait ses débuts en composition, lors d'un concert au festival de musique contemporaine de Venise de 1946 (direction Bruno Maderna). En 1949, avec Luigi Dallapiccola et Bruno Maderna, il participe au premier congrès dodécaphonique international de Milan. De 1951 à 1957, il assiste aux cours d'été de Darmstadt, attiré d'abord par l'intervention prévue de Schönberg lui-même qui ne fera pas le voyage. Il y rencontre cependant Hermann Scherchen qui joue un extrait de Moses und Aron quelques jours avant la mort l'auteur, Arnold Schönberg. Lui-même obtient de bonne critique lors de la présentation de Tre studi per ‘Morts sans sépulture’ di J.P. Sartre (1951). En 1955 la ville de Darmstadt, lui commande une œuvre pour fêter les dix ans des cours d'été. C'est Helian di Trakl, op. 39 (1955) sa première rencontre avec l'œuvre de Georg Trakl. Mais en 1957, il trouve le tournant vers la musique aléatoire étranger à sa nature et n'y participe plus, jusqu'à ce qu'il y soit invité en 1990.
En 1960 et 1961, il donne des cours sur la musique contemporaine à l'Université pour étrangers de Florence. De 1977 à 1988, il occupe la chaire de perfectionnement en composition au Conservatoire de Parme. À partir de 1989, il enseigne la composition à l'École de musique de Fiesole.
Parmi les œuvres de sa période post-Darmstadt plus largement admirée, se trouve le recueil d'après Charles d'Orléans, Rondeaux per dieci (1963–1964), qui acquiert une « expressivité engourdie » par la juxtaposition de la fraîcheur d'une voix de soprano lyrique et la résonance du registre grave des instruments. Il reçoit le Prix de musique de chambre 1965 GICA. Son dernier grand projet est une trilogie d'opéras sur des textes de Georg Trakl, un poète dont les œuvres avaient attiré l'attention de Togni dès 1955. La première partie, Blaubart, est composée entre 1972 et 1975 ; la deuxième partie, Barrabas, entre 1981 et 1985. Cependant que la troisième partie, Maria Magdalena, n'a jamais été écrite, au moment de sa mort, à Brescia en 1993.

## Principales œuvres
- Variations pour piano et orchestre, op. 27 (1946)
- Tre caprices, pour piano, op. 38 (1954-57)
- Fantasia concertante, pour flûte et cordes (1957)
- Helian di Trakl, cycle de cinq lieder pour soprano et ensemble de chambre (poème de Georg Trakl) (1955)
- Gesang zur Nacht, pour contralto et ensemble instrumental (mots de Georg Trakl) (1962)
- Recitativo, pour bande (1961)
- Rondeaux per dieci, pour soprano et ensemble instrumental (poèmes de Charles d'Orléans) (1963)
- Trois Préludes pour clavecin (1963-75)
- Quarto Capriccio, pour piano (1969)
- Blaubart, opéra lyrique (1972–1975) (d'après le Château de barbe-bleue)
- Für Herbert, pour deux violons, alto et clavecin (1976)
- Some other where, pour orchestre (1977)
- Trio à cordes, pour violon, alto et violoncelle (1978)
- Quasi una serenata, pour guitare (1979)
- Barrabas, opéra lyrique (1981-85)
- Permaila pour flûte et piano (1982)
- Quinto Capriccio, pour piano (1987)
- Sesto Capriccio, pour piano (1991)
- Concerto pour piano et orchestre (1989-93, inachevé ; complété en 2004 par Paulo de Assis)

## Concours
Le Concours national de piano Camillo Togni a lieu depuis 1989 chaque année à Gussago près de Briesca.

## Sources
- (en) Reginald Smith Brindle, « The Lunatic Fringe III: Computational Composition ». Musical Times 97, no. 1361 (juillet 1956), p. 354–356.
- (en) Mario Bortolotto (trad. David L. Burrows), « Italy: New Music at Palermo », Perspectives of New Music, no 2,‎ printemps–été 1964, p. 159–163.
- (en) Mario Bortolotto, « The New Music in Italy », traduction de William C. Holmes. Musical Quarterly 51, no. 1 (janvier 1965), p. 61–77. rééd. dans Contemporary Music in Europe, éd. de Paul Henry Lang et Nathan Broder, New York: W. W. Norton, 1965, p. 61–77.
- (en) David Osmond-Smith, « Togni, Camillo », dans Stanley Sadie et John Tyrrell (éd.), The New Grove Dictionary of Music and Musicians, Londres, Macmillan, seconde édition, 29 vols. 2001, 25 000 p. (ISBN 9780195170672, lire en ligne)
- (en + it) « Camillo Togni: Biography » (version du 27 septembre 2007 sur Internet Archive) sur le site des compositeurs italiens.
- (en) Christoph Neidhöfer, « Gesture through the Lens of Pluridimensional Serialism in the Music of Camillo Togni ». Music Theory Online, vol. 30, issue 2, Juin 2024, DOI: 10.30535/mto.30.2.5